# Codex Guelferbytanus B
Der Codex Guelferbytanus B (Gregory-Aland no. Q oder 026; von Soden ε 4) ist eine griechische Handschrift des Neuen Testaments, die auf das 5. Jahrhundert datiert wird. 

## Beschreibung
Die Handschrift besteht aus dem Evangelium nach Lukas und dem Evangelium nach Johannes mit Lücken auf 13 Blättern (26,5 × 21,5 cm). Der Codex wird in der Herzog August Bibliothek unter der Signatur Cod. Guelf. 64 Weiss. in Wolfenbüttel verwahrt.
Die Unzialbuchstaben sind groß wie in Codex P. Spiritus asper, Spiritus lenis, und Akzente fehlen. Die Ammonianischen Abschnitte sind da, aber der Eusebische Kanon fehlt.
Die Handschrift ist ein Palimpsest. Die Blätter stammen aus sieben oder acht spätantiken Vorgängerhandschriften, die getilgt, aber noch lesbar sind. Darunter sind die älteste Überlieferung des griechischen Arztes Galenos, Teile von griechischen und lateinischen Evangelien- und Bibelhandschriften, der Römerbriefkommentar von Ambrosiaster und gotische und lateinische Texte des Römerbriefs. Der obere lateinische Text ist ein vollständiger Textzeuge für die Enzyklopädie Isidors von Sevilla. Codex Guelferbytanus A sind die Blätter einer anderen Bibelhandschrift, die im gleichen Band zusammengebunden sind.

## Inhalt
Evangelium nach Lukas 
4,34–5,4; 6,10–26; 12,6–43; 15,14–31; 17,34–18,15; 18,34–19,11; 19,47–20,17; 20,34–21,8; 22,27–46; 23,30–49; 
Evangelium nach Johannes
12,3–20; 14,3–22.

## Text
Der untere griechische Text des Codex repräsentiert den byzantinischen Texttyp und wird der Kategorie V zugeordnet.
Joh 12,5 πτωχοις ] τοις πτωχοις
Joh 12,6 ειπεν δε τουτο ουχ οτι ] omitted
Joh 12,6 εβασταζεν ] εβαωζεν
Joh 12,7 τηρηση ] τηρησεν
Joh 12,9 εγνω ουν ο οχλος πολυς ] εγνω ουν οχλος πολυς
Joh 12,12 ο ] omitted
Joh 12,13 — ] λεγοντες
Joh 12,16 αυτου οι μαθηται ] οι μαθηται αυτου
Joh 12,19 ειπαν ] ειπον
Joh 12,19 ο κοσμος ] ο κοσμος ολος